# Nicolò Buso
Nicolò Buso (Treviso, 1º febbraio 2000) è un calciatore italiano, attaccante del Catanzaro.

## Biografia
È il nipote dell'allenatore ed ex calciatore Renato Buso.

## Caratteristiche tecniche
Attaccante di piede destro, rapido e veloce, è abile nell'uno contro uno; è stato paragonato a Dries Mertens.

## Carriera
Cresciuto nel Giorgione, nel 2015 si trasferisce al Cesena; nel 2018 passa alla Roma. Il 31 gennaio 2019 viene ceduto in prestito al Venezia, con cui segna quattro reti al Torneo di Viareggio, diventando capocannoniere della manifestazione alla pari con altri sette giocatori.
Nell'estate successiva si trasferisce alla Virtus Entella, con cui disputa un'ottima stagione a livello individuale nel Campionato Primavera 2, concluso con dieci reti segnate. Il 7 agosto 2020 viene tesserato dal Sestri Levante, con cui inizia la carriera in Serie D; con i Corsari si mette in mostra come uno dei migliori giocatori della quarta serie, concludendo con 16 reti segnate. Il 2 luglio 2021 viene quindi firmato dal Lecco; il 18 luglio 2022 rinnova con i blucelesti fino al 2024. Nel 2023 ottiene, ai play-off, un'incredibile promozione in Serie B, che mancava al club lombardo da cinquant'anni, prolungando nel corso dell'estate il proprio contratto fino al 2026.
Retrocesso in Serie C dopo una sola stagione, il 27 agosto 2024 viene ceduto in prestito con obbligo di riscatto al Catanzaro, club di Serie B, con cui firma un contratto quadriennale con opzione.

## Statistiche

### Presenze e reti nei club
Statistiche aggiornate al 25 maggio 2025.
| Stagione        | Squadra         | Campionato      | Campionato | Campionato | Coppe nazionali | Coppe nazionali | Coppe nazionali | Coppe continentali | Coppe continentali | Coppe continentali | Altre coppe | Altre coppe | Altre coppe | Totale | Totale |
| Stagione        | Squadra         | Comp            | Pres       | Reti       | Comp            | Pres            | Reti            | Comp               | Pres               | Reti               | Comp        | Pres        | Reti        | Pres   | Reti   |
| --------------- | --------------- | --------------- | ---------- | ---------- | --------------- | --------------- | --------------- | ------------------ | ------------------ | ------------------ | ----------- | ----------- | ----------- | ------ | ------ |
| 2020-2021       | Sestri Levante  | D               | 33         | 16         | -               | -               | -               | -                  | -                  | -                  | -           | -           | -           | 33     | 16     |
| 2021-2022       | Lecco           | C               | 24+1       | 2          | CI              | 1               | 0               | -                  | -                  | -                  | -           | -           | -           | 26     | 2      |
| 2022-2023       | Lecco           | C               | 29+8       | 6+2        | CI              | 1               | 0               | -                  | -                  | -                  | -           | -           | -           | 38     | 8      |
| 2023-2024       | Lecco           | B               | 34         | 9          | -               | -               | -               | -                  | -                  | -                  | -           | -           | -           | 34     | 9      |
| ago. 2024       | Lecco           | C               | 0          | 0          | CI              | 1               | 0               | -                  | -                  | -                  | -           | -           | -           | 1      | 0      |
| Totale Lecco    | Totale Lecco    | Totale Lecco    | 87+9       | 17+2       |                 | 3               | 0               |                    | -                  | -                  |             | -           | -           | 99     | 19     |
| ago. 2024-2025  | Catanzaro       | B               | 16+2       | 1          | CI              | -               | -               | -                  | -                  | -                  | -           | -           | -           | 18     | 1      |
| Totale carriera | Totale carriera | Totale carriera | 136+11     | 34+2       |                 | 3               | 0               |                    | -                  | -                  |             | -           | -           | 150    | 36     |

## Palmarès

### Individuale
- Capocannoniere del Torneo di Viareggio: 1

2019 (4 gol)